# Hakim Sahabo
Hakim Sahabo (Bruselas, 16 de junio de 2005) es un futbolista belga, nacionalizado ruandés, que juega en la demarcación de centrocampista para el Standard de Lieja de la Primera División de Bélgica.

## Selección nacional
El 17 de noviembre de 2022 hizo su debut con la selección de fútbol de Ruanda en un encuentro amistoso contra Sudán que finalizó con un resultado de empate a cero.

## Clubes
| Club                    | País    | Año       | Partidos | Goles |
| ----------------------- | ------- | --------- | -------- | ----- |
| Lille O. S. C. II       | Francia | 2022-2023 | 20       | 0     |
| SL16 FC                 | Bélgica | 2023-2024 | 22       | 0     |
| Standard de Lieja       | Bélgica | 2024-2025 | 18       | 0     |
| K Beerschot VA (cedido) | Bélgica | 2025      | 15       | 0     |
| Standard de Lieja       | Bélgica | 2025-     |          |       |